# Lista de voos espaciais tripulados
| Marcas |               |      |
| Nº     | Missão        | Ano  |
| 1      | Vostok 1      | 1961 |
| 100    | STS-51-C      | 1985 |
| 200    | STS-87        | 1997 |
| 300    | Soyuz TMA-18M | 2015 |

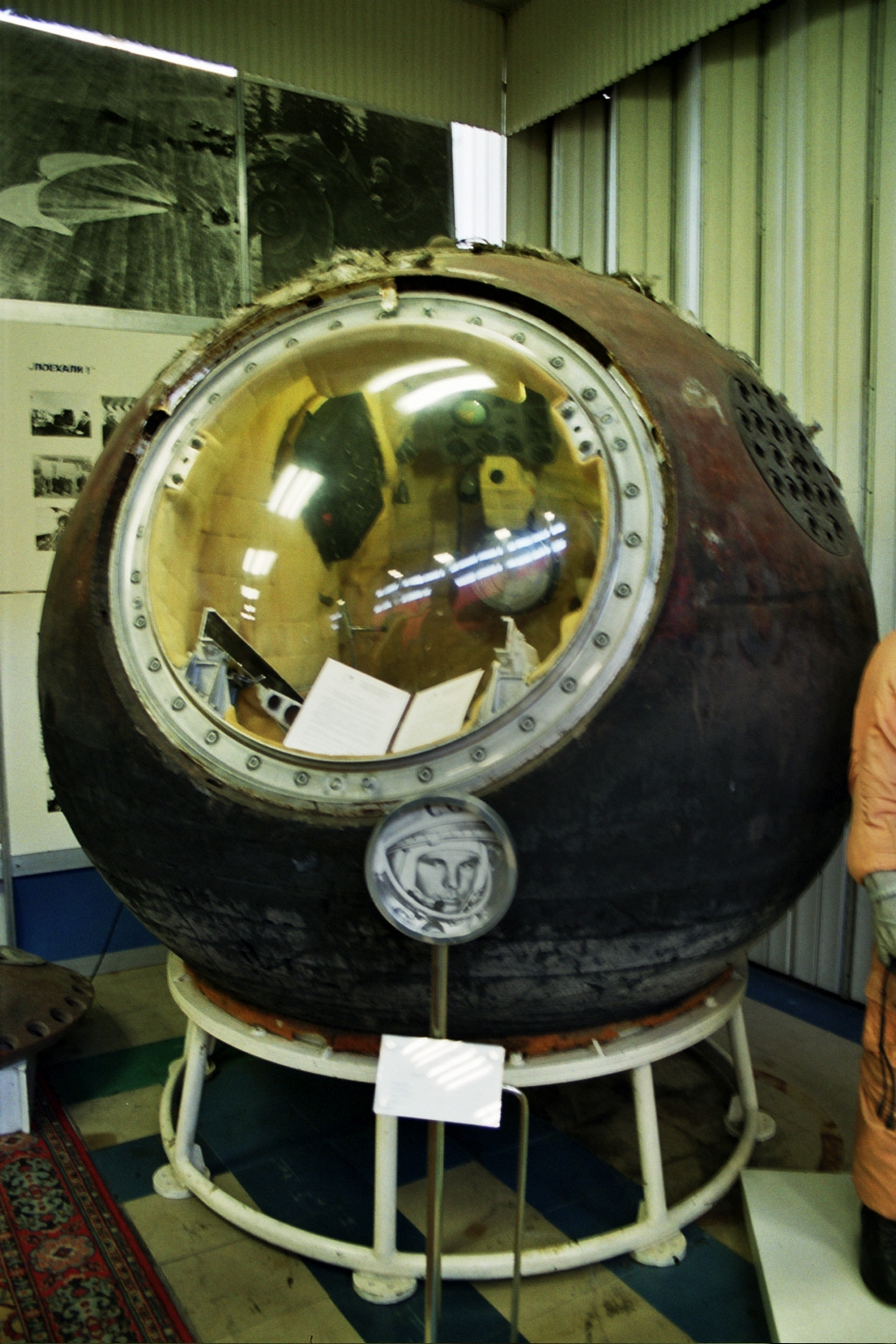
A cápsula da Vostok 1.

Este artigo contém sublistas para todos os voos espaciais tripulados (incluindo os suborbitais, abortos e fatalidades) organizados por data de lançamento, que tem ocorrido nos últimos 64 anos, 3 meses e 3 dias desde o lançamento de Iuri Gagarin na Vostok 1. Esse artigo usa como base a listagem do Spacefacts (ver ligações externas); a lista inicial só foca nos voos acima dos 100 km, linha de Kármán, reconhecida pela Federação Aeronáutica Internacional, seguindo por voos futuros, suborbitais, com a área de programas usando como base as datas das listas iniciais.

## Listas por época
Século XX
- Lista de voos espaciais tripulados (1961-1969)
- Lista de voos espaciais tripulados (1970-1979)

- Lista de voos espaciais tripulados (1980-1989)
- Lista de voos espaciais tripulados (1990-1999)

Século XXI
- Lista de voos espaciais tripulados (2000-2009)
- Lista de voos espaciais tripulados (2010-2019)
- Lista de voos espaciais tripulados (2020-2029)

Outras listas
ISS
- Lista de voos tripulados para a ISS
- Lista de expedições espaciais da ESA
- Lista de expedições à Estação Espacial Internacional

Tiangong
- Lista de expedições à Estação Espacial Tiangong
- Lista de voos tripulados para a Estação Espacial Tiangong

Outros
- Lista de voos suborbitais tripulados
- Lista de missões tripuladas da Soyuz
- Lista de missões com os ônibus espaciais
- Lista de voos suborbitais com tripulação civil
- Lista de voos espaciais tripulados (cancelados)
- Lista de voos orbitais tripulados totalmente civis
- Linha do tempo dos voos espaciais de maior duração
- Linha do tempo das viagens espaciais por nacionalidade

### Atualmente no espaço
| Nº  | Lançamento              | Aterrissagem | Duração                 | Missão      | Nave Destino       | Local de lançamento | Local de aterrissagem | Tripulação | Ref.  |
| --- | ----------------------- | ------------ | ----------------------- | ----------- | ------------------ | ------------------- | --------------------- | ---------- | ----- |
| 351 | 14.03.2025 23:03:48 UTC |              | 122 dia(s) e 13 hora(s) |             | Endurance (C210.4) | Kennedy LC-39A      |                       |            | [ 2 ] |
| 351 | 14.03.2025 23:03:48 UTC | Spx/NASA     | 122 dia(s) e 13 hora(s) | EEI         |                    | Kennedy LC-39A      |                       |            | [ 2 ] |
| 353 | 08.04.2025 05:47:15 UTC |              | 98 dia(s) e 7 hora(s)   | Soyuz MS-27 | Soyuz MS No. 758   | Baikonur 31/6       |                       |            | [ 3 ] |
| 353 | 08.04.2025 05:47:15 UTC | CEAER        | 98 dia(s) e 7 hora(s)   | EEI         |                    | Baikonur 31/6       |                       |            | [ 3 ] |
| 354 | 24.04.2025 09:17:31 UTC |              | 82 dia(s) e 3 hora(s)   | Shenzhou 20 | Shenzhou-20        | Jiuquan LA-4/SLS-1  |                       |            | [ 4 ] |
| 354 | 24.04.2025 09:17:31 UTC | CMSA         | 82 dia(s) e 3 hora(s)   | EET         |                    | Jiuquan LA-4/SLS-1  |                       |            | [ 4 ] |

### Missões futuras
| Nº  | Lançamento | Aterrissagem | Duração | Missão | Nave Destino | Local de lançamento | Local de aterrissagem | Tripulação | Ref   |
| --- | ---------- | ------------ | ------- | ------ | ------------ | ------------------- | --------------------- | ---------- | ----- |
| ??? | ??.04.2026 |              |         |        | Orion CM-003 | Kennedy LC-39B      |                       |            | [ 5 ] |
| ??? | ??.04.2026 | NASA         | TRL Lua |        |              | Kennedy LC-39B      |                       |            | [ 5 ] |

     Missões com turistas espaciais.
     Missões lunares.

## Programas

### Naves
Lista de programas de naves espaciais, contando a partir do primeiro voo com tripulantes:
| País            | Anos        | Programa        | Tempo                       | Notas                                                          |
| --------------- | ----------- | --------------- | --------------------------- | -------------------------------------------------------------- |
| União Soviética | 1961 - 1963 | Vostok          | 2 anos, 2 meses e 7 dias    | Lançamento da Vostok 1 até o pouso da Vostok 6.                |
| União Soviética | 1964 - 1965 | Voskhod         | 5 meses e 7 dias            | Lançamento da Voskhod 1 até o pouso da Voskhod 2.              |
| União Soviética | 1967 - 1992 | Soyuz           | 24 anos, 10 meses e 21 dias | Lançamento da Soyuz 1 até o pouso da Soyuz TM-13.              |
| Rússia          | 1992 - 2025 | Soyuz           | 33 anos, 3 meses e 28 dias  | Lançamento da Soyuz TM-14 até 15 de julho de 2025.             |
| Rússia          | 1992 - 2025 | Soyuz           | 58 anos, 2 meses e 22 dias  | Tempo continuado desde o lançamento da Soyuz 1.                |
| Estados Unidos  | 1961 - 1963 | Mercury         | 2 anos e 10 dias            | Lançamento da Mercury 3 até o pouso da Mercury 9.              |
| Estados Unidos  | 1965 - 1966 | Gemini          | 1 ano, 8 meses e 2 dias     | Lançamento da Gemini 3 até o pouso da Gemini 12.               |
| Estados Unidos  | 1968 - 1975 | Apollo          | 6 anos, 9 meses e 3 dias    | Lançamento da Apollo 7 o pouso da Apollo 18.                   |
| Estados Unidos  | 1981 - 2011 | Ônibus espacial | 30 anos, 3 meses e 9 dias   | Lançamento da STS-1 até o pouso da STS-135.                    |
| Estados Unidos  | 2020 - 2025 | CDD             | 5 anos, 1 mês e 15 dias     | Entre o lançamento da Demo-2 até 15 de julho de 2025.          |
| China           | 2003 - 2016 | Shenzhou        | 13 anos, 1 mês e 3 dias     | Lançamento da Shenzhou 5 até o pouso da Shenzhou 11.           |
| China           | 2021 - 2025 | Shenzhou        | 4 anos e 28 dias            | Do lançamento da Shenzhou 12 até 15 de julho de 2025.          |
| Índia           | Breve       | Gaganyaan       | Breve                       | Programa da ISRO com primeiro voo tripulado na década de 2020. |

### Período de atividade
Período onde a União Soviética, Estados Unidos, Rússia e China realizaram atividades espaciais tripuladas a partir de seus territórios:
| País            | Anos        | Tempo                      | Notas                                                        |
| --------------- | ----------- | -------------------------- | ------------------------------------------------------------ |
| União Soviética | 1961 - 1965 | 3 anos, 11 meses e 7 dias  | Entre o lançamento da Vostok 1 e o pouso da Voskhod 2.       |
| União Soviética | 1967 - 1971 | 4 anos, 2 meses e 6 dias   | Entre o lançamento da Soyuz 1 e o pouso da Soyuz 11.         |
| União Soviética | 1973 - 1992 | 18 anos, 5 meses e 27 dias | Entre o lançamento da Soyuz 12 e o pouso da Soyuz TM-13.     |
| Rússia          | 1992 - 2025 | 33 anos, 3 meses e 28 dias | Entre o lançamento da Soyuz TM-14 até 15 de julho de 2025.   |
| Estados Unidos  | 1961 - 1966 | 5 anos, 6 meses e 10 dias  | Entre o lançamento da Mercury 3 e o pouso da Gemini 12.      |
| Estados Unidos  | 1968 - 1975 | 6 anos, 9 meses e 13 dias  | Entre o lançamento da Apollo 7 e o pouso da Apollo 18        |
| Estados Unidos  | 1981 - 1986 | 4 anos, 9 meses e 16 dias  | Entre o lançamento da STS-1 e o desastre da Challenger.      |
| Estados Unidos  | 1988 - 2003 | 14 anos e 2 meses          | Entre o lançamento da STS-27 e o desastre do Columbia.       |
| Estados Unidos  | 2005 - 2011 | 5 anos, 11 meses e 25 dias | Entre o lançamento da STS-114 e o pouso da STS-135.          |
| Estados Unidos  | 2020 - 2025 | 5 anos, 1 mês e 15 dias    | Entre o lançamento da Demo-2 até 15 de julho de 2025.        |
| China           | 2003 - 2016 | 13 anos, 1 mês e 3 dias    | Entre o lançamento da Shenzhou 5 até o pouso da Shenzhou 11. |
| China           | 2021 - 2025 | 4 anos e 28 dias           | Entre o lançamento da Shenzhou 12 até 15 de julho de 2025.   |

### Tempo fora da ativa
Períodos onde os Estados Unidos, União Soviética e China ficaram sem realizar atividades espaciais tripuladas a partir de seus territórios:
| País            | Anos        | Diferença                 | Notas |
| --------------- | ----------- | ------------------------- | --- |
| União Soviética | 1965 - 1967 | 2 anos, 1 mês e 4 dias    | Entre o pouso da Voskhod 2 e o lançamento da Soyuz 1.                                                      |
| União Soviética | 1971 - 1973 | 2 anos, 2 meses e 29 dias | Entre o pouso da Soyuz 11 e o lançamento da Soyuz 12.                                                      |
| Estados Unidos  | 1966 - 1968 | 1 ano, 10 meses e 26 dias | Entre o pouso da Gemini 12 e o lançamento da Apollo 7. Entre essas missões ocorreu o desastre da Apollo 1. |
| Estados Unidos  | 1975 - 1981 | 5 anos, 8 meses e 19 dias | Entre o pouso da Apollo 18 e o lançamento da STS-1.                                                        |
| Estados Unidos  | 1986 - 1988 | 2 anos, 10 meses e 4 dias | Entre o desastre da Challenger e o lançamento da STS-27.                                                   |
| Estados Unidos  | 2003 - 2005 | 2 anos, 5 meses e 19 dias | Entre o desastre do Columbia e o lançamento da STS-114.                                                    |
| Estados Unidos  | 2011 - 2020 | 8 anos, 10 meses e 9 dias | Entre o pouso da STS-135 até o lançamento da Demo-2.                                                       |
| China           | 2003 - 2005 | 1 ano, 11 meses e 27 dias | Entre o pouso da Shenzhou 5 e o lançamento da Shenzhou 6.                                                  |
| China           | 2005 - 2008 | 2 anos, 11 meses e 9 dias | Entre o pouso da Shenzhou 6 e o lançamento da Shenzhou 7.                                                  |
| China           | 2008 - 2012 | 3 anos, 8 meses e 19 dias | Entre o pouso da Shenzhou 7 e o lançamento da Shenzhou 9.                                                  |
| China           | 2013 - 2016 | 3 anos, 3 meses e 20 dias | Entre o pouso da Shenzhou 10 e o lançamento da Shenzhou 11.                                                |
| China           | 2016 - 2021 | 4 anos, 6 meses e 30 dias | Entre o pouso da Shenzhou 11 e o lançamento da Shenzhou 12.                                                |

### Estações espaciais

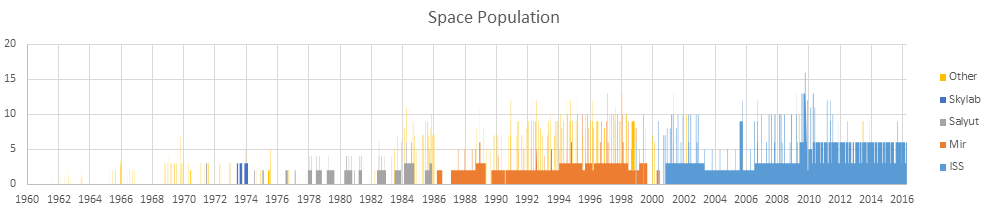

Lista com as diversas estações espaciais criadas até a data contando a partir da data da primeira ocupação, ou primeira ocupação de longo prazo:
| País | Anos      | Programa                  | Tempo                      | Notas |
| --- | --------- | ------------------------- | -------------------------- | --- |
| União Soviética | 1971-1986 | Salyut                    | 15 anos e 8 dias           | Conjunto de 6 estações espaciais inconstantemente habitadas.                                                                                             |
| União Soviética | 1986-1992 | Mir                       | 6 anos e 8 dias            | Teve quatro períodos de habitação curta (19d, 50d e 2 anos) e um de habitação constante (9 anos).                                                        |
| / Rússia | 1992-2000 | Mir                       | 8 anos, 2 meses e 27 dias  | Teve quatro períodos de habitação curta (19d, 50d e 2 anos) e um de habitação constante (9 anos).                                                        |
| Estados Unidos | 1973-1974 | Skylab                    | 8 meses e 14 dias          | Inconstantemente habitada entre o lançamento da Skylab 2 e o pouso da Skylab 4.                                                                          |
| Países - Canadá · Japão · Rússia · Estados Unidos · ESA · Bélgica · Dinamarca · França · Reino Unido · Itália · Países Baixos · Noruega · Espanha · Suécia · Suíça · Reino Unido | 2000-2025 | ISS                       | 24 anos, 8 meses e 13 dias | Constantemente habitada desde o começo da Expedição 1.                                                                                                   |
| China | 2012-2016 | Tiangong                  | ~58 dias                   | Conjunto de duas estações espaciais inconstantemente habitadas. Visitadas pelos taikonautas das Shenzhou 9 e 10 (Tiangong 1) e Shenzhou 11 (Tiangong 2). |
| China | 2021-2022 | Estação Espacial Tiangong | ~271 dias                  | Inconstantemente habitada pela Shenzhou 12 e Shenzhou 13.                                                                                                |
| China | 2022-2025 | Estação Espacial Tiangong | 3 anos, 1 mês e 10 dias    | Teve sua habitação de longo prazo iniciada pela Shenzhou 14.                                                                                             |

## Insígnias
| Primeiro no espaço |                                             |            |      |
| Nº                 | País                                        | Missão     | Ano  |
| 1                  | União das Repúblicas Socialistas Soviéticas | Vostok 1   | 1961 |
| 2                  | Estados Unidos                              | Freedom 7  | 1961 |
| 3                  | China                                       | Shenzhou 5 | 2003 |

Os astronautas da Mercury não carregaram insígnias em suas missões, sendo as demonstradas acima apenas reproduções dos nomes pintados em suas cápsulas. Valentina Tereshkova, na Vostok 6, foi a primeira pessoa a carregar uma insígnia, mas que esteve escondida em seu traje.
As missões Voskhod 2, Soyuz 4/5 e Soyuz 11 utilizaram a mesma insígnia. Soyuz 3 recebeu uma insígnia oficial, mas que por algum motivo não foi usada na missão. Soyuz 9, Soyuz 13, Soyuz 14, Soyuz 17, Soyuz 18 e Soyuz 29 também utilizaram a mesma insígnia. O logo Zvezda foi usada em várias missões entre Soyuz 12 e Soyuz 27 (com a notável exceção da Soyuz 19).

## Galeria
Foguetes e naves tripuladas na ativa:
| {{{caption}}}   |
| Longa Marcha 2F |

| {{{caption}}} |
| Shenzhou      |

| {{{caption}}} |
| Soyuz 2.1a    |

| {{{caption}}} |
| Soyuz MS      |

| {{{caption}}} |
| Falcon 9      |

| {{{caption}}} |
| Dragon 2      |

| {{{caption}}} |
| Atlas V N22   |

| {{{caption}}}    |
| Boeing Starliner |

### Estações espaciais
Estações espaciais na ativa:
| {{{caption}}}                  |
| Estação Espacial Internacional |

| {{{caption}}}             |
| Estação Espacial Tiangong |